# مرکز هوافضای آلمان
مرکز هوافضای آلمان (به آلمانی: DLR:Deutsches Zentrum für Luft- und Raumfahrt e.V) یکی از اعضای سازمان فضایی اروپا و مدیر و کنترل‌کنندهٔ برنامه‌های هوافضای آلمان است. این مرکز محل اصلی پژوهش‌های علمی آلمان در زمینهٔ فناوری هوافضا است. پیشرفت‌های این مرکز در بخش‌های هوانوردی، فضانوردی، ستاره‌شناسی و انرژی مورد استفاده قرار گرفته‌اند. در کنار فعالیت‌های پژوهشی، فعالیت‌های فضایی دولت آلمان از برنامه‌ریزی تا اجرای نهایی به این سازمان داده شده‌است. این سازمان حدود ۸۰۰۰ کارمند در سراسر آلمان دارد. ساختمان مرکزی این سازمان در شهر کلن قرار دارد. در سال ۲۰۱۰ (میلادی) مرکز هوافضای آلمان در مجموع برای پژوهش‌های خود بودجه‌ای نزدیک به ۷۴۵ میلیون یورو دریافت کرد. برای برنامه‌های فضایی دولت آلمان حدود ۱ میلیارد یورو پرداخت شد که حدود ٪۷۳ آن به سازمان فضایی اروپا تعلق گرفت و از ۳۷ درصد باقی‌مانده، ۲۲ درصد در برنامه‌های فضایی آلمان سرمایه‌گذاری شده و بقیه به پژوهش‌های فضایی اختصاص یافته‌است.

## پیوند به بیرو
- وبگاه رسمی

- وبگاه مرکز هوافضای آلمان به انگلیسی

- انجمن هلموتز (به آلمانی)